# Theodor Kaluza
Theodor Franz Eduard Kaluza (9. listopadu 1885 – 19. ledna 1954) byl německý matematik a fyzik, známý jako spoluautor Kaluzovy-Kleinovy teorie zahrnující polní rovnice v pětirozměrném prostoročasu. Jeho nápad, že by základní fyzikální interakce mohly být sjednoceny zavedením dodatečných rozměrů se později objevil v teorii strun.

## Život
Narodil se do římskokatolické rodiny žijící v tehdy Pruském městě Ratiboř. Mládí prožil v tehdy rovněž pruském Kaliningradu, kde byl jeho otec profesorem anglického jazyka. Rozhodl se pro studium matematiky na univerzitě v Královci, kde získal doktorský titul. Kaluza byl především matematik, ale začal se zajímat o Einsteinovu teorii relativity. V roce 1919 si všiml, že když vyřeší rovnice obecné teorie relativity v pěti rozměrech, spontánně se objeví i Maxwellovy rovnice elektromagnetismu. Kaluza napsal o svém výsledku Einsteinovi, který jej povzbudil, aby práci publikoval. Kaluza zveřejnil své výsledky v roce 1921 v práci Zum Unitätsproblem der Physik.
Kaluzova práce byla později známa jako Kaluzova-Kleinova teorie (pojmenovaná rovněž po švédském fyzikovi Oskaru Kleinovi. Jejich práce však byla na mnoho let zapomenuta, jak se pozornost soustředila na kvantovou mechaniku. Myšlenka, že základní interakce mohou být vysvětleny přidanými rozměry se tak znovu neobjevila, dokud nebyla objevena teorie strun. Zajímavé je, že mnohé z aspektů této práce zveřejnil již v roce 1914 Gunnar Nordström, ale jeho práce zůstala nepovšimnuta, dokud nebyly stejné myšlenky později znovuobjeveny jinými.
Po zbytek kariéry Kaluza dále pracoval na teorii relativity a na modelech atomového jádra. Díky Einsteinově podpoře se stal docentem v Královci a v roce 1929 byl jmenován profesorem na univerzitě v Kielu. V roce 1935 se stal profesorem na univerzitě v Göttingenu, tuto pozici zastával až do své smrti v roce 1954. Napsal rovněž učebnici Höhere Mathematik für die Praktiker.

## Osobní život
Kaluza byl velmi všestranný vzdělanec, mluvil a psal v 17 jazycích. Odmítl ideologii národního socialismu, takže jeho udržení v Göttingenu bylo možné jen díky přímluvě jeho kolegů.
Jeho syn Theodor byl rovněž matematikem.